# Aliman
Aliman es una comuna rumana del condado de Constanța.

## Geografía
Al norte de la comuna se encuentra el río Danubio. Está ubicada en la región de Dobruja septentrional.

## Historia
Hacia finales del siglo XIX la comuna, que ya por entonces pertenecía al condado de Constanța, tenía contabilizada una población de 575 habitantes y estaba formada únicamente por la localidad homónima.
En la segunda mitad del siglo XX la comuna había pasado a estar compuesta por las localidades de Aliman, Dunăreni, Floriile y Vlahii. En el censo de 2021 la comuna tenía una población de 2434 habitantes.